# مکانیک جامدات
مکانیک جامدات (به انگلیسی: Solid mechanics) شاخه‌ای از علم مکانیک محیط‌های پیوسته است که به بررسی رفتار مواد جامد تحت اثر نیروهای مختلف که ممکن است متاثر از نیروی وزن (گرانش)، اصطکاک، تماس، برخورد یا تغییرات دما باشند، می‌پردازد.